# Freedom Road
Freedom Road (Caminho da Liberdade, no Brasil) é um livro do escritor norte-americano Howard Fast publicado em 1944.
Trata do período após a Guerra Civil Americana, enfocando o negro gideão Jackson, que, de escravo analfabeto, acaba virando deputado constituinte de seu estado e senador dos Estados Unidos.